# Michael Freiherr Marschall von Bieberstein
Michael Freiherr Marschall von Bieberstein, oft verkürzt auf Michael Marschall von Bieberstein, (* 1. Juli 1930 in Freiburg im Breisgau; † 19. Januar 2012) war ein deutscher Journalist, Kulturmanager und Übersetzer. Er war Goethe-Instituts-Leiter und Direktor der Kulturabteilung des Europarates.

## Familie
Marschall von Bieberstein entstammte dem gleichnamigen meißnischen Adelsgeschlecht. Sein Vater war der NS-Funktionär Wilhelm Pleickart Marschall von Bieberstein, sein Großvater der deutsche Außenminister Adolf Hermann Marschall von Bieberstein. Seine Mutter Carola, geborene Freiin von Holzing-Berstett, war eine Schwester der Schriftstellerin Marie-Luise von Kaschnitz.

## Leben
Marschall von Bieberstein besuchte die Internatsschule Birklehof im Schwarzwald. Danach studierte er Romanistik, Archäologie und Philosophie in Freiburg, Paris, Santander und Pisa. 1956 wurde er mit der Dissertationsschrift Paul Valérys Rezeption in Italien zum Dr. phil. promoviert. Von 1957 bis 1959 war er als freier Mitarbeiter für verschiedene Verlagshäuser und den Südwestfunk (SWF) tätig.
Von 1960 bis 1974 war er Direktor des Goethe-Instituts in Rom. Zu Italien hatte er schon in jungen Jahren eine Affinität entwickelt und nicht nur einige Semester in Pisa verbracht, sondern das Land bereist. Seine Aufgabe in Rom erfüllte er aufgrund dieser Erfahrungen und Einblicke mit diplomatischer Sensibilität, kulturgeschichtlicher Kompetenz sowie perfekten Kenntnissen von italienischer Sprache und Mentalität. Da „Freiherr“ die Bedeutung von „Baron“ hat, wurde er „Roter Baron“ (nach dem Jagdflieger Manfred von Richthofen) genannt, was liebevoll gemeint war, aber für einen friedliebenden Deutschen befremdend sein musste.
1973 trat der sich nebenher als Übersetzer von italienischen Dichtern Betätigende dem deutschen PEN-Zentrum bei. Im darauf folgenden Jahr wechselte er in das Goethe-Institut nach Paris und blieb dort bis 1979. Von 1979 bis 1985 war er Direktor der Kulturabteilung des Europarats in Straßburg. Von 1985 bis 1990 leitete er das Goethe-Institut in Madrid und 1990 übernahm er noch einmal diese Funktion in Rom.
Nach seiner Pensionierung war er Referent im Internationalen Studienzentrum Wirtschaft/Business School Freiburg (ISW).
Michael Freiherr Marschall von Bieberstein war mit der ein halbes Jahr jüngeren Karin Maria, geborene Magnus, verheiratet. Der Ehe entstammten acht Kinder, geboren in den Jahren zwischen 1956 und 1968.
Der tatkräftig den europäischen Verständigungsgedanken umsetzende Michael Freiherr Marschall von Bieberstein hatte einen ebenfalls sich um das friedliche Miteinander bemühenden Vorfahren, sein Großvater hatte nämlich 1907 an der Ausarbeitung des Haager Abkommens mitgewirkt.

## Veröffentlichungen
Marschall von Bieberstein veröffentlichte Übersetzungen von Giuseppe Ungaretti, Cesare Pavese, Eugenio Montale und Pier Paolo Pasolini. 1991 erschien im Münchener Piper Verlag eine von ihm vorgenommene Auswahl und Übersetzung von Gedichten Giorgio Bassanis in einer zweisprachigen Ausgabe (In einem alten italienischen Garten). Er verfasste ferner Essays über zeitgenössische Literatur und Artikel über Fragen der deutschen und europäischen Kulturpolitik unter anderem in den Zeitschriften Preuves, einer von François Bondy in den 1950er/1960er Jahren herausgegebenen intellektuellen Zeitschrift, Ulisse, Merkur und Akzente sowie in der Zeit.

## Auszeichnungen
- 1970: Komturkreuz des italienischen Verdienstordens
- 1974: Alcide-De-Gasperi-Preis „Erbauer Europas“
- 1974: Goldmedaille der Enciclopedia Italiana di scienze, lettere ed arti
- 1986: Verdienstkreuz 1. Klasse der Bundesrepublik Deutschland